# خريطة نجوم دوارة

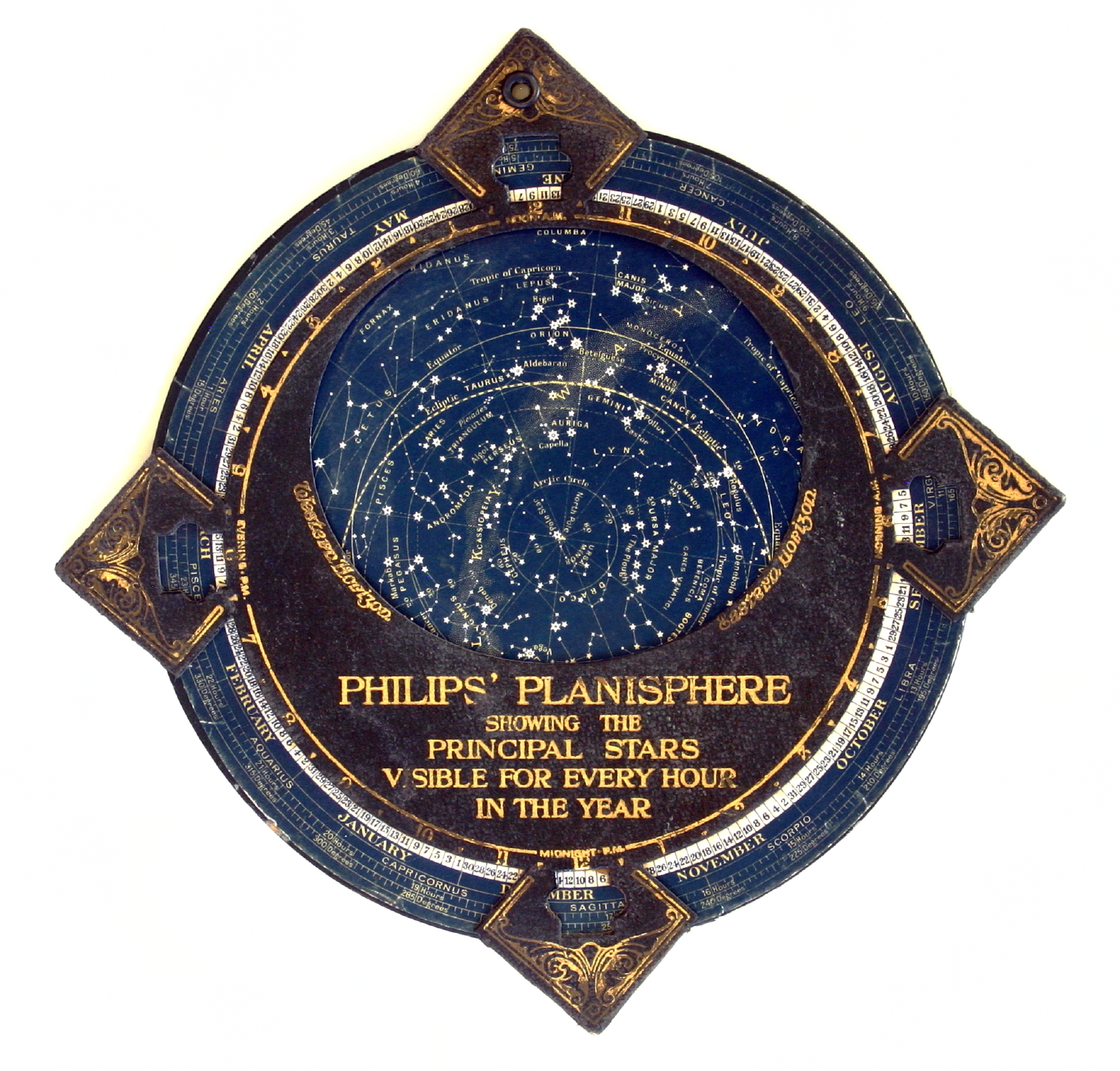
خريطة فيليبس الدوارة للنجوم، قرابة 1900

في علم الفلك، خريطة النجوم الدوارة (بالإنجليزية: Planisphere) هي أداة حوسبة تماثلية لخريطة النجوم على شكل قرصين قابلين للضبط يدوران على محور مشترك. يمكن ضبطه لإظهار النجوم المرئية في أي وقت وتاريخ. إنها أداة تساعد في تعلم كيفية تعرف النجوم والكوكبات. الأسطرلاب، أداة تعود أصولها إلى علم الفلك الهلنستي، هو سلف خريطة النجوم الدوارة الحديثة. يتناقض مصطلح خريطة النجوم الدوارة مع ذات الحلق، في الأخيرة، تُمثَّل الكرة السماوية بإطار ثلاثي الأبعاد من الحلقات.